# 土衛四十六
土卫四十六（Loge），编号S/2006 S 5，是环绕土星运行的一颗卫星。

## 概述
這顆衛星的平均直徑約為6公里，每1300.95天以逆行方向繞土星公轉一週，與土星赤道的軌道傾角為166.539°，軌道離心率0.1390，自轉週期約為6.9 ± 0.1小時。